# Лев XII
Лев XII (лат. Leo PP. XII, італ. Leoni XII, Анібале Франческо Клементе Мелькіоре Джироламо Нікола Серматтеї, граф делла Дженґа; 22 серпня 1760 — 10 лютого 1829) — 252-й папа римський з 28 вересня 1823 по 10 лютого 1829 року.

## Клерикальна кар'єра
Граф Аннібале Франческо Клементе Мелькіоре Джироламо Нікола Серматтеї делла Дженґа народився 22 серпня 1760 року в родинному замку Дженга біля Сполето. Він був шостим з десяти дітей графа Флавіо делла Дженґа та графині Марії Луїзи Паріберті ді Фабріано. Рід графів делла Дженґа належав до древньої аристократії й вів свій початок від графа Альберіґо (Альберіха), що жив у XI столітті.
У 1783 році отримав сан священника. Став каноніком собору Святого Петра в Римі. З 1794 виконував різні функції на дипломатичній службі в апостольській столиці (титулярний єпископ Тира (1794—1816; номінований на єпископа Папою Пієм VI 21 лютого, висвячений 24 лютого 1794), апостольський нунцій в Німеччині (1794—1804), архієпископ Сенігаллії (1816)). 8 березня 1816 отримав від Папи Пія VII звання кардинала-священника з титулярним престолом в церкві Санта Марія ін Трастевере в Римі, а через п'ять років — посаду генерального вікарія Риму та архисвященника Собору Санта Марія Маджоре (1821/23).

## Понтифікат
Конклав вибрав його 28 вересня 1823 року Папою римським. Папа Лев XII одразу ж засудив поширені в той час толерантизм, індиферентизм та приналежність до різноманітних біблійних товариств, які скрізь утворювались. Таким чином він покінчив із політикою реформ попереднього Державного секретаря Святого Престолу і Ватикану Ерколе Консальві, що служив при папі Пію VII. За час понтифікату Лева XII лише раз святкувався Ювілейний рік за все 19 століття. Внутрішньополітично проводив реакційну політику, що не дозволяла розвиватися папській державі.
Йому приписують у 1824 році заборону щеплення проти віспи, проте цьому немає відповідних доказів. В Римі поліція слідкувала за суспільною мораллю, і прояви її розкладу жорстко придушувались. Присмирення таємних організацій набрало великого розмаху. Не було недостачі і смертних кар.
Похований в Соборі Святого Петра в Римі.